# Mechanická vazba
Mechanická vazba - Pokud je pohyb tělesa (či jeho zvláštního případu hmotného bodu) nějak omezen mluvíme u něj o existenci vazeb. Charakter vazeb může být rozmanitý. Vazby odebírají tělesu stupně volnosti. Volné těleso nebo volný bod v prostoru má 6 stupňů volnosti (3 posunutí ve směru os souřadného systému a 3 otáčení kolem těchto os). Z pohledu vazeb lze dělit tělesa na volná a vázaná.

## Matematické vyjádření
Vazby dělíme na dva druhy:
1. ty mající {\displaystyle f=0} nazýváme oboustranné nebo také udržující
2. a ty mající {\displaystyle f\leq 0,f\geq 0} nazýváme jednostranné nebo také neudržující

### Oboustranná vazba
Oboustrannou vazbu můžeme vyjádřit rovnicí:
{\displaystyle f(x_{1,1},x_{1,2},x_{1,3},x_{2,1},x_{2,2},...,x_{N,1},x_{N,2},x_{N,3},t)=0}